# Dzień Państwowości Czarnogóry
Dzień Państwowości Czarnogóry (czarnogórski: Dan državnosti) – święto państwowe corocznie obchodzone w Czarnogórze. 
Święto to jest obchodzone 13 lipca; upamiętnia uznanie niepodległości Czarnogóry przez państwa biorące udział w kongresie berlińskim. Święto upamiętnia także zorganizowany 13 lipca 1941 roku bunt przeciwko ówczesnym włoskim okupantom Czarnogóry. Święto to jest jednak zazwyczaj znacznie mniej hucznie obchodzone niż czarnogórski Dzień Niepodległości. Dzień Państwowości jest w Czarnogórze dniem wolnym od pracy. W ten dzień zazwyczaj wręczane są Nagrody 13 Lipca.